# Peter Constantine
Peter Constantine (Londýn, 1963) je americký spisovatel a překladatel z francouzštiny, němčiny, albánštiny, ruštiny, italštiny a dalších jazyků.

## Životopis
Po matce rakousko-českého původu a po otci Angličan, Peter Constantine prožil dětství v Aténách. Po maturitě na gymnáziu (1980) imigroval do Ameriky. Od začátku 80. let publikuje v amerických periodikách prózy a překlady z nizozemštiny, španělštiny, fríštiny, a novořečtiny.
Knižně debutoval v roce 1992 knihou Japanese Street Slang (Slovník současného japonského slangu). Jeho druhou knihou byla Japan Sex Trade (Tradice a slang japonské prostituce).

## Ocenění
- 1998 PEN Translation Prize [2]
- 1998 New York Times Noteable Book of the Year
- 1999 National Translation Award [3]
- 2002 Koret Jewish Book Award
- 2007 Helen and Kurt Wolff Translator's Prize [4]

## Překlady
- Six Early Stories, Thomas Mann, Los Angeles: Sun and Moon Press (1997)
- The Undiscovered Chekhov: Forty-Three New Stories, New York: Seven Stories Press (2000)
- In Greek Blue: Poems, Yannis Souliotis, Athens: Mimnermos (2000)
- Elegy For Kosovo, Ismail Kadare, New York: Arcade Publishing (2000)
- Three Elegies for Kosovo, Ismail Kadare, London: Harvill Press (2000)
- Within Four Walls: The Correspondence between Hannah Arendt and Heinrich Blücher, 1936-1968, Hannah Arendt, New York: Harcourt (2000)
- The Complete Works Of Isaac Babel, Isaak Emmanuelovič Babel, W.W. Norton & Company (2000)
- The Undiscovered Chekhov: Fifty-One New Stories London: Duck Editions (2001)
- Con Brio, Brina Svit, London: Harvill Press (2002)
- The Collected Stories, Isaak Emmanuelovič Babel, New York: W.W. Norton & Company (2002)
- The Red Cavalry Stories, Isaak Emmanuelovič Babel, New York: W.W. Norton & Company (2003)
- Three Haitian Creole Tales, Felix Morrisseau-Leroy, Los Angeles: Green Integer Press (2003)
- Taras Bulba, Nikolaj Vasiljevič Gogol, New York: Random House Modern Library (2003)
- The Cossacks, Lev Nikolajevič Tolstoj, New York: Random House Modern Library, (2004)
- A century of greek poetry 1900-2000, COSMOS (2004)
- Candide, Voltaire, New York: Random House Modern Library (2005)
- Death of a Prima Donna, Brina Svit, London: Harvill Press (2005)
- Mother, by Stylianos Harkianakis, ATF Press, Adelaide (2005)
- The Bird is a Raven, Benjamin Lebert, New York: Alfred A. Knopf (2006)
- Self's Deception, Bernhard Schlink, New York: Vintage Books (2007)
- The Essential Writings of Machiavelli,Niccolo Machiavelli, New York: Random House Modern Library (2007)
- Three Theban Plays, Sofoklés, New York: Barnes & Noble Classics Collection (2007)